# 吉恒
吉恒(1772年—?)，吳郎漢吉爾們氏，蒙古镶白旗人，清朝官员。嘉庆戊午科举人，己巳科进士。
历任四川巴县、成都等县知县，顺庆府知府，四川按察使，四川布政使，浙江、广东布政使等职。诰授资政大夫，晋赠光禄大夫。
有子桂楙，道光十六年丙申科进士。